# Abe Goldstein
Abe Goldstein est un boxeur américain né le 10 septembre 1898 et mort le 12 février 1977 à New York.

## Carrière
Passé professionnel en 1916, il s'incline lors d'un championnat du monde des poids mouches le 31 mars 1921 face à Johnny Buff par arrêt de l'arbitre au 2e round. Il remporte ensuite 41 de ses 49 combats (pour 5 matchs nuls et seulement 3 défaites) ce qui lui permet d'affronter le champion du monde des poids coqs Joe Lynch le 21 mars 1924 qu'il bat aux points. Goldstein conserve son titre face à Charles Ledoux et Tommy Ryan puis perd sur décision partagée contre Eddie Martin le 19 décembre 1924. Il met un terme à sa carrière en 1927 sur un bilan de 101 victoires, 24 défaites et 9 matchs nuls.